# Španělská reprezentace v malém fotbale
Španělská reprezentace v malém fotbale reprezentuje Španělsko na mezinárodních akcích v malé kopané, jako je mistrovství světa nebo Mistrovství Evropy.

## Historie
Španělsko zahájilo svoje působení v roce 2013, kdy se poprvé účastnili mistrovství Evropy. Mistrovství Evropy se Španělsko účastnilo šestkrát, ale nikdy se nedostalo dál než do osmifinále. Mistrovství světa SOCCA, které pořádá federace ISF, se Španělé účastnili dvakrát, v obou případech nepostoupili ze skupiny. Největším úspěchem Španělska je poté čtvrté místo z Mistrovství světa 2017, kdy podlehli v souboji o bronz Senegalu 0:5. V roce 2019 se Španělé zúčastnili premiérového ročníku Evropských her v malém fotbale ve kterém odehráli jeden turnaj a skončili na čtvrtém místě. S českou reprezentací se Španělsko střetlo celkem čtyřikrát.

## Výsledky

### Mistrovství světa
| Rok  | Místo konání | Umístění                                        |
| ---- | ------------ | ----------------------------------------------- |
| 2015 | USA          | Nezúčastnili se                                 |
| 2017 | Nabeul       | Prohra v zápase o bronz se Senegalem            |
| 2019 | Perth        | Nezúčastnili se                                 |
|      | Celkem       | Účast – 1× Zlato – 0×, Stříbro – 0×, Bronz – 0× |

### Mistrovství světa SOCCA
| Rok  | Místo konání | Umístění                                        |
| ---- | ------------ | ----------------------------------------------- |
| 2018 | Lisabon      | Nepostoupili ze skupiny                         |
| 2019 | Rethymno     | Nepostoupili ze skupiny                         |
|      | Celkem       | Účast – 2× Zlato – 0×, Stříbro – 0×, Bronz – 0× |

### Mistrovství Evropy
| Rok  | Místo konání | Umístění                                        |
| ---- | ------------ | ----------------------------------------------- |
| 2010 | Slovensko    | Nezúčastnili se                                 |
| 2011 | Rumunsko     | Nezúčastnili se                                 |
| 2012 | Moldavsko    | Nezúčastnili se                                 |
| 2013 | Řecko        | Nepostoupili ze skupiny                         |
| 2014 | Černá Hora   | Vyřazeni v osmifinále Slovinskem                |
| 2015 | Chorvatsko   | Vyřazeni v osmifinále Bosnou                    |
| 2016 | Maďarsko     | Vyřazeni v osmifinále Bosnou                    |
| 2017 | Česko        | Nepostoupili ze skupiny                         |
| 2018 | Ukrajina     | Nepostoupili ze skupiny                         |
| 2022 | Slovensko    | Nepostoupili ze skupiny                         |
|      | Celkem       | Účast – 7× Zlato – 0×, Stříbro – 0×, Bronz – 0× |